# Amastris templa
Amastris templa är en insektsart som beskrevs av Ball. Amastris templa ingår i släktet Amastris och familjen hornstritar. Inga underarter finns listade i Catalogue of Life.